# Ненажерливість

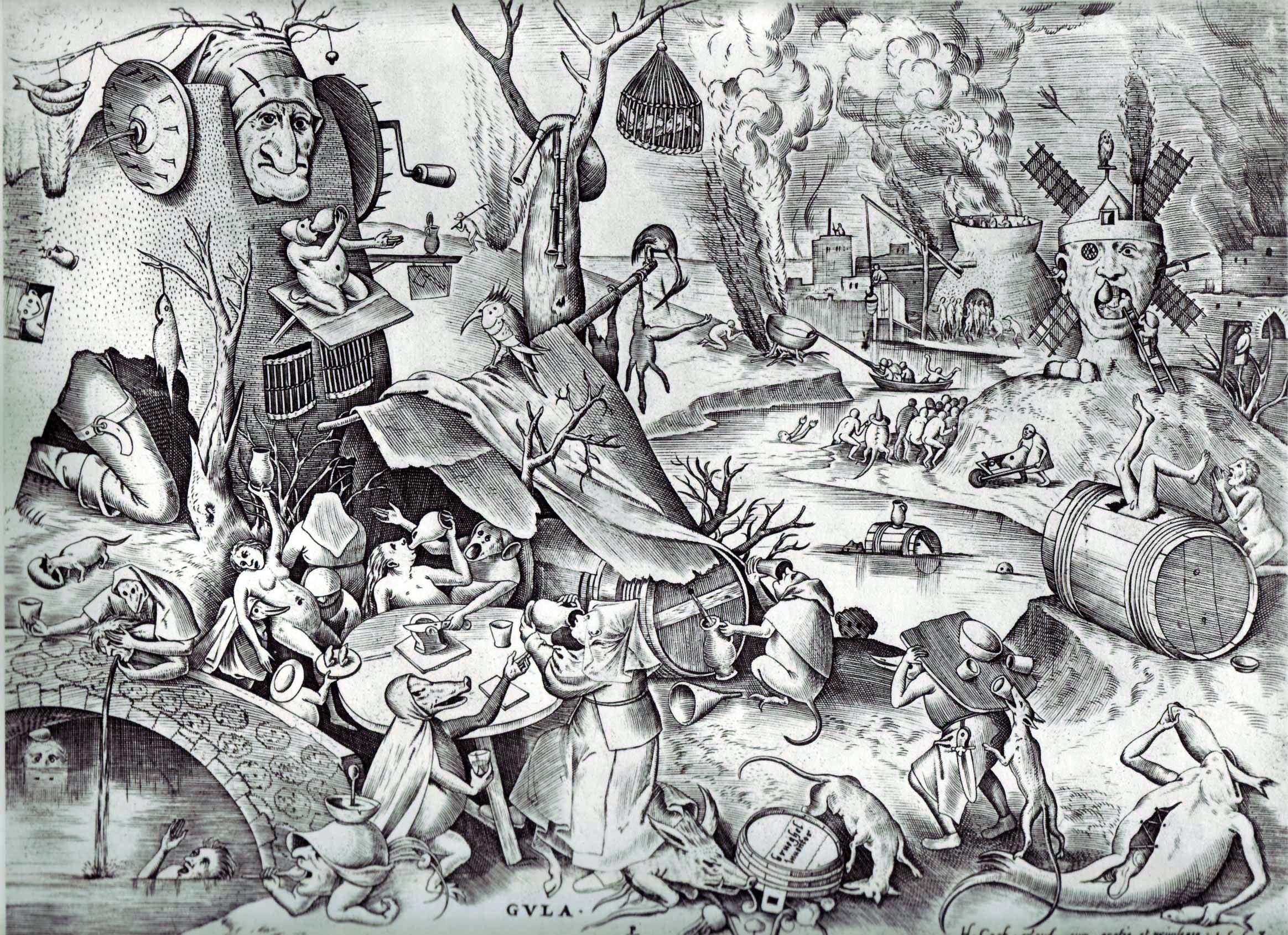
Пітер Брюгель Старший з Антверпена (1530). Сім смертельних гріхів — Ненажерливість. 16 те століття.

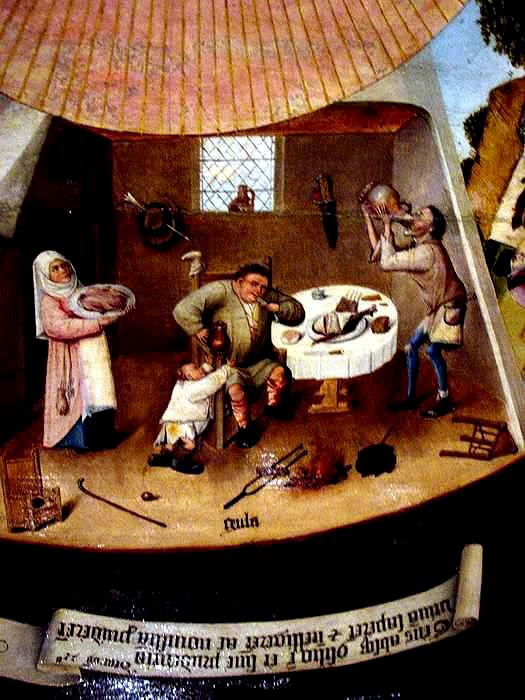
Єронімус Бош (1485, олія). Сім смертельних гріхів — Ненажерливість

Ненажерливість, обжерливість, ненаситність (англ. gluttony) — погана звичка, бездумне, незадовільне задоволення пошкодженого зловживанням природного бажання. Таке визначення ненажерливості дав єпископ Ігнатій Брянчанінов, який також твердив, що від догоджання череву стає важчим, жорсткішим, грубіє серце; розум позбавляється легкості та духовності; людина стає плотською. Крім того, за Брянчаніновим, а також католицькими схоластами, дебелість і мла, які передаються тілу великою кількістю та нерозбірливістю в їжі, поволі передаються тілом серцю і серцем — розумові.

## Ненажерливість в стосунку до їжі та пиття— черевоугодництво
Ненажерливість полягає в надмірному вживанні їжі в кількості значнішій, ніж це необхідно для фізичного існування. Сюди ж відноситься вживання їжі заради смакових властивостей. Ненажерливість не тільки завдає велику шкоду фізичному організму (ожиріння), але й сприяє посиленню таких пристрастей, як і гнів і відчуття і, крім того, притуплює розумові здібності, викликає в'ялість, лінивість, і є значним бар'єром на шляху до психічного розвитку, оскільки посилена діяльність шлунка забирає велику кількість нервової сили, потрібної для процесу травлення, а задоволення пристрасті їжею сильно ослаблює волю. Порада: поступове зменшення їжі, яка все одно має бути пасивною. Фізичні вправи на свіжому повітрі, які викличуть нормальний, а не надмірний апетит. Відвертати думки від смачних страв. Сонячне дихання в таких випадках найбільш корисне. Посилюючи обмін речовин, воно сприяє згорянню жирів і запобігає ожирінню.

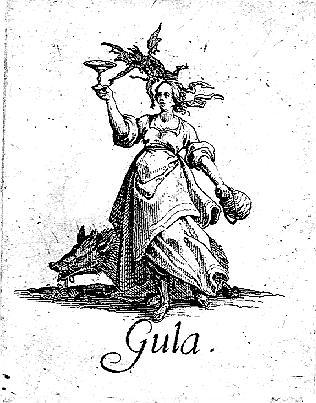
Жак Калло з Нансі (1620). Сім смертельних гріхів — ненажерливість (латинське — gula)

## Цитати Отців Церкви про ненажерливість (черевоугодництво)
- Коренем для всіх гріхів… є срібролюбство, а після срібролюбства… черевоугодництво, найсильнішим і найбільшим вираженням якого є п'янство.Єпископ Ігнатій Брянчанінов.

- Якщо будеш догоджати череву та надмірно харчувати себе, то будеш скинутий в провалля блудної скверни, у вогонь гніву і ярості, зробиш важким і запамороченим розум, приведеш свою кров в розгарячення. Єпископ Ігнатій Брянчанінов.

- Образ цієї пристрасті, якій обов'язково піддається навіть християнин духовного і високого життя, доволі правильно позначається подобою орла. Хоча він літає над хмарами і ховається з-перед очей людей і від лиця всієї землі, але, за вимогою черева, змушений буває знову спускатися в низини, сходити на землю і харчуватися… трупами. Також і черевоугодництво ніяк не можна припинити, як інші пороки, або цілком викорінити, а тільки надмірні збудження та побажання його можна обмежити й загнуздати силою душі. Авва Серапіон.

- Якщо переможений дух черевоугодництва своїм смиренням почне лестити тобі, упрошуючи, щоб ти зробив йому деяке послаблення, зменшив ревність в утриманні та міру строгості, не здавайся у відповідь на його покірність. Бачачи, що ти став трохи спокійнішим від тваринного розгарячення, не думай, що ти поза небезпекою нападу, не повертайся до попередньої нестриманості або забаганок черевоугодництва. Бо переможений дух черевоугодництва говорить ніби так: «повернуся в дім мій, звідки я вийшов» (Мт. 12, 44). Тоді зразу сім духів — пороків, які від нього походять, будуть для тебе ще злішими, ніж пристрасть, яка спочатку була переможена тобою, і вони швидко потягнуть тебе до гріхів… Тому нам треба старатися, перемігши стриманням і постом пристрасть черевоугодництва, не залишати душу нашу пустою від необхідних чеснот, але турботливо наповнювати ними всі згини нашого серця, щоб дух черевоугодництва, повернувшись, не знайшов нас порожніми, не зайнятими чеснотами, і, задовільняючись відкриттям входу для себе одного, не ввів зі собою в нашу душу сім пристрастей, так щоб останнє стало гіршим від першого. Бо після цього буде гіршою, бруднішою та душа, яка хвалиться, що зреклася цього світу, тоді як в ній господарюють всі вісім пристрастей. Вона підпаде під важчу кару, ніж коли не зобов'язалася ні гідністю, ні іменем християнським. Бо ці сім духів тому називаються злішими від духа, який перед тим вийшов, що побажання черева само собою не було би шкідливим, якщо б не вводило за собою інших, важливіших пристрастей, тобто блуду, срібролюбства, гніву, печалі, смутку, марнославства і гордості, які самі собою, без сумніву, шкідливі та смертельні для душі. Тому ніколи не може досягти досконалої чистоти той, хто надіється придбати її лише утриманням, тобто тілесним постом, якщо не пізнає, що утримання потрібне для того, щоб після присмирення плоті постом він може вступити в боротьбу з рештою пристрастей. Авва Серапіон.

- Треба насамперед придусити пристрасть черевоугодництва, і розум повинен бути витончений не тільки постом, але і чуванням, і читанням, і частим сокрушенням серця в тому, в чому визнає себе спокушеним або переможеним, то сокрушаючись від страху пороків, то загоряючись бажанням досконалості та непорочності, поки, зайнятий такою турботою і роздумами, не усвідомить, що прийняття їжі допущене не стільки для задоволення, скільки обтяжує його, і стане вважати її більше неуникною потребою тіла, ніж бажаною для душі. Зайняті такими вправами розуму і сокрушенням, ми придусимо сластолюбство плоті, яке посилюється від розгарячення їжею, і її шкідливі жала; таким чином, піч нашого тіла, яка розпалюється вавилонським царем-дияволом, що постійно дає нам приводи до гріхів і пороків… ми можемо загасити рясними сльозами і сердечним плачем, поки пожежа плотської хтивості не буде цілком загашена росою благодаті Божої, яка віє в серцях наших. Авва Антоній.

- Пересичене черево породжує насіння сластолюбства, і дух, пригнічений тягарем пересичення, не може мати розсудливості. Бо не тільки надмірне вживання вина робить людину безумною, але й безмірне вживання їжі також розстроює, затьмарює її, позбавляє чистоти та непорочності. Авва Антоній.

- Перша боротьба, перший досвід — в прагненні досконало викоренити об'їдання і черевоугодництво. Не тільки надмірне бажання їжі треба придусити заради чесноти, але й найнеобхіднішу для нашої природи їжу треба приймати не без сердечної скорботи, як противницю ціломудрія. І перебіг нашого життя має бути встановлений таким чином, щоб ні в який час не відволікатися від духовних занять, хіба-що тільки коли слабкість тіла спонукає зійти до необхідної турботи про нього. І коли підкоряємося цій необхідності, то, задовільняючи більше потребу життя, ніж бажання душі, ми повинні спішити покидати її, як таку, що відволікає нас від рятувальних занять. Бо ми ніяк не можемо зневажити задоволення від їжі, якщо розум, віддавшись Божественному спогляданню, не буде ще більше насолоджуватися любов'ю до чеснот і красою небесною. І, таким чином, кожен буде зневажати все теперішнє, як скороминуче, коли завжди буде спрямовувати погляд розуму до непохитного й вічного, та, ще перебуваючи в тілі, буде споглядати блаженство Вічного Життя. Авва Феона.

- Черевоугодництво треба перемагати не тільки для себе, щоб не шкодило нам обтяжливою ненажерністю, і не тільки для того, щоб не розпалювало нас вогнем плотської хтивості, але для того, щоб не робило нас рабами гніву або ярості, печалі та всіх інших пристрастей. Авва Феона.

- Черевоугодництво поділяється на три види: один вид спонукає приймати їжу раніше визначеного часу; другий любить тільки пересичуватися, будь-якою їжею; третій хоче ласувати. Проти цього християнин повинен мати трояку обережність: очікувати визначеного часу для прийому їжі; не пересичуватися; задовільнятися всякою найскромнішою їжею. Преподобний Йоан Касіан Римлянин.

- Хтось сильніший від лева? Але й він через черево своє попадає в сіть, і тоді вся його сила ні до чого. Йоан Колов.
- Річ, якою володіють, повинна належати тому, хто володіє, а не навпаки – щоб власник належав речі, якою володіє. Тому той, хто не використовує своєї спадщини, що є у його владі, той, хто не здатен давати вбогому і не роздає щедро, є рабом власних маєтків; він не може назватися господарем своїх дібр, бо оберігає їх як те, що належить іншому, подібно до раба: він не використовує їх як власні зі свободою господаря. При такому стані духу слід сказати, що ця людина належить своїм багатствам, а не багатства людині. Святитель Василій Великий.

- Якщо вода ділиться на багато русел, зеленіє вся земля, що лежить навколо них; так, якщо і пристрасть черевоугодництва розділилася в твоєму серці, вона напоїть всі почуття, насадить в тобі ліс пороків і перетворить твою душу на помешкання звірів. Святитель Василій Великий.

- Якщо будеш володіти черевом, то станеш жити в раю, а якщо не оволодієш ним, то зробишся здобиччю смерті. Святитель Василій Великий.

- Уникаючи непоміркованості в насолоді, ціллю вживання їжі треба ставити не задоволення, а необхідність її для життя, бо бути рабом задоволення — значить не що інше, як зробити черево своїм богом. Святитель Василій Великий.

- Вчися тримати черево в міцній вузді: воно одно не віддає подяки за виявлені йому благодіяння. Святитель Василій Великий.

- Черевоугодництво вигнало з раю Адама; воно ж в часи Ноя було причиною потопу; воно ж і на содомлян звело вогонь. Хоча злочином і було сладострастя, але корінь цієї та іншої кари вийшов від черевоугодництва. Святитель Іван Золотоустий.

- Нема нічого гіршого, нічого гіднішого сорому від черевоугодництва. Воно робить розум жирним; воно робить душу плотською; воно засліплює і не дозволяє бачити. Святитель Іван Золотоустий.

- Чи ми не готуємося принести себе в жертву, що робимо себе такими грубими? Для чого ти готуєш хробакам розкішну трапезу? Для чого збільшуєш кількість жиру?.. Для чого робиш себе ні до чого не придатним?.. Для чого закопуєш душу? Для чого мур навколо неї робиш товстішим? Святитель Іван Золотоустий.

- Утікай від черевоугодництва, яке породжує всі пороки, яке віддаляє нас від Самого Бога і провадить у безодню смерті. Святитель Іван Золотоустий.

- Тобі обіцяні Небо і Царство Небесне, а ти, підкоряючись насильству черева, не переносиш всього, нехтуючи обіцяним? Ось істинна безсоромність. Святитель Іван Золотоустий.

- Хто з жадобою віддається наїдкам, підриває сили тіла, рівно ж як зменшує та послаблює міцність душі. Святитель Іван Золотоустий.

- Є, скажете, певне задоволення в пересиченні. Не стільки задоволення, скільки неприємності… Пересичення породжує… гірші наслідки (ніж голод). Голод за короткий час вимучує і доводить тіло до смерті… а пересичення, роз'їдаючи тіло і породжуючи в ньому гниття, піддає його тривалій хворобі й потім важкій смерті. Попри це ми вважаємо, що голод важко витримати, а до пересичення, яке шкідливіше від нього, прагнемо. Звідки в нас така хвороба? Звідки таке безумство? Святитель Іван Золотоустий.

- Подібно до того, як корабель, навантажений більше, ніж може вмістити, під тягарем вантажу йде на дно, так точно і душа, й природа нашого тіла: приймаючи їжу в кількостях, які перевищують її сили… переповнюється і, не витримуючи тягаря вантажу, поринає в море смерті та губить при цьому і плавців, і керманича, і штурмана, і тих, хто з ними пливе, і сам вантаж. Як буває з кораблями, що перебувають в такому стані, так само і з тими, хто пересичується: як там ані тиша моря, ані мистецтво керманича, ані велика кількість моряків, ані належне спорядження, ані сприятлива пора року, ні щось інше не приносить користі кораблю в такому стані. Так і тут: ні вчення, ні застереження, [ні докори присутніх,] ні настанова і порада, ні страх перед майбутнім, ні сором, ні щось інше не може спасти душу в такому стані. Святитель Іван Золотоустий.

- Черевоугодництво винищує в людині все добре. Преподобний Ніл Синайський.

- Якщо сподіваєшся відійти до Бога, то послухайся моєї поради і пригашуй силу черевоугодництва, послаблюючи тим в собі розпалення сластолюбства, — воно віддає нас вічному вогню. Преподобний Ісидор Пелусіот.

- Нехтуй ласощами, тому що за короткий час вони перетворюються в ніщо, а під час споживання мають велику ціну. Вживання їх понад потребу тепер породжує хвороби, а в майбутньому піддає під відповідальність на Суді. Преподобний Ісидор Пелусіот.

- Дивися, щоб пересичення і черевоугодництво не довели тебе до затьмарення пристрастями і ти не став захопленим цими двома молодими незагнузданими конями. Преподобний Ісидор Пелусіот.

- Ті, хто вживає їжу понад міру і потребу в їжі зневажають пересиченням, притупляють почуття і, самі того не помічаючи, від надлишку в насолоді тратять навіть і саму насолоду їжею. Преподобний Ісидор Пелусіот.

- Якщо ти переможеш [черево], цю володарку, то всяке місце буде тобі допомагати в придбанні безпристрасності, якщо ж вона буде володіти тобою, то до самого гробу ти всюди будеш терпіти біду. Преподобний Іван Ліствичник.

- Хто бажає багато і різних страв, той черевоугодник, навіть якщо їсть лише хліб і п'є тільки воду через свою бідність. Преподобний Симеон Новий Богослов.

- Неможливо і плоть наповнювати досита їжею, і духовно насолоджуватися розумними та божественними благами. Бо якою мірою хтось працює для черева, такою позбавляє себе куштування благ духовних. І навпаки, якою мірою хтось стане витончувати своє тіло, співвимірно з тим він може насичуватися їжею і радістю духовною. Преподобний Симеон Новий Богослов.

- Давайте ж боятися, щоби й ми, віддавшись черевоугодництву, не втратили обіцяного благословення і насліддя від Небесного Отця. Святитель Григорій Палама.

- Той, хто відгодовує тіло без стримання в їжі та питті, буде змучений духом блуду. Преподобний авва Теодор.

- Пробіжи розумом своє життя від юного віку і згадай, що ти з давніх пір їв і пив. Не один раз ти їв і достатньо багато пив, однак все це минуло, ніби ніколи й не бувало, і нема тепер про це ніякої пам'яті й нема від цього ніякої користі. Бо як тоді, так і тепер, хоча і всіма наїдками та напоями насолодишся, нічого більше не отримаєш, як тільки шкоду, і за кожним випадком насолоди — важкість в душі та поновлення пристрастей. Тому не бажай тут нагородити себе таким способом, але все уповання своє покладай на небесне. Святитель Димитрій Ростовский.